# Први круг у Београду
Први круг у Београду је предстојећи српски филм у режији Небојше Радосављевића.
Сценарио заједнички потписују Небојша Радосављевић, Пеца Поповић и Божо Копривица.
Филм је подржан на конкурсу Филмског центра Србије за комерцијални репертоарски филм 2022. године.
Филм је преднаставак култног филма Последњи круг у Монци из 1989. године.
Премијера се очекује током 2025. године.

## Радња
Овај филм нас враћа у Београд 70-их и 80-их година 20. века, пружајући нам увид у атмосферу тог времена, културне промене и друштвене догађаје који су обликовали град.
Пратимо такође мрачну прошлост централног лика Уркета, приказујући његов живот и пратећи изазове, трагедије, животне прекретнице које су га тада обликовале, упуштајући се у изазове и интриге које ће дефинисати његову судбину...

## Улоге
| Глумац | Улога |
| ------ | ----- |